# Juan Tomás Esson Reid
Juan Tomás Esson Reid (La Habana, Cuba 8 de febrero de 1963) es un pintor cubano.
Su obra artística se expresa en la pintura, el dibujo y la instalación.
Realizó estudios en la Escuela Nacional de Artes Plásticas “San Alejandro”, La Habana y en el Instituto Superior de Arte (ISA), La Habana, Cuba.
Desarrolló su actividad profesional en 1987 como profesor de la Escuela Nacional de Artes Plásticas “San Alejandro”, La Habana, Cuba.

## Exposiciones personales
- 1989 "¡Patria o Muerte!", Proyecto Castillo de la Real Fuerza, La Habana, Cuba
- 1991 "¡Qué calor!", Opus Gallery, Coral Gables, Florida, EE. UU
- 1993 "Tomás Esson. A Tarro Partido III", Fredric Snitzer Gallery, Coral Gables, Florida;
- 1993 "Cha Cha Cha" Art Cologne Internationale Kunstmarkt, Colonia, Alemania
- 1995 "Agua", Vrej Baghoomian Gallery, Nueva York, EE. UU

## Exposiciones colectivas
- 1984 "El ISA Saluda la Bienal", 1.ª. Bienal de La Habana, Galería L, La Habana
- 1985 XXV Premi Internacional de Dibuix Joan Miró, Fundació Joan Miró, Centre d’Estudis d’Art Contemporani, Parc de Montjuic, Barcelona, España
- 1989/1990 "Contemporary Art from Havana", Riverside Studios, Londres/ Aberystwyth Art Centre, Dyfed, Wales,UK/ Museo de Arte Contemporáneo, Sevilla, España
- 1991 "The Nearest Edge of the World: Art and Cuba Now", Massachusetts College of Art, Boston
- 1992 "Von Dort aus: Kuba", Ludwig Forum für Internationale Kunst, Aquisgrán, Alemania
- 1995- 1997, "Caribbean Visions: Contemporary Painting and Sculpture", Edmonton Art Gallery, Edmonton, Canadá/ Center for the Fine Arts, Miami, Florida/ New Orleans Museum of Art, Louisiana/Brooklyn Museum of Art, Nueva York
- 2000 "La gente en casa. Colección contemporánea", 7.ª Bienal de La Habana, Museo Nacional de Bellas Artes, La Habana, Cuba

## Premios
- 1986 Primer Premio Pintura, Concurso 13 de Marzo, Galería L, La Habana, Cuba

## Obras en colección
- The John D. and Catherine T. MacArthur Foundation, Chicago, Illinois, EE. UU
- Ludwig Forum für Internationale Kunst, Aquisgrán, Alemania
- Museo de Arte Contemporáneo, Monterrey, Nuevo León, México
- Museo Nacional de Bellas Artes, La Habana, Cuba
- Museum of Contemporary Art, San Diego, California
- Whitney Museum of American Art, Nueva York, EE. UU